# João Paulo Moreira Fernandes
João Paulo Moreira Fernandes, meglio noto come João Paulo (Ribeira Grande, 26 maggio 1998), è un calciatore capoverdiano, centrocampista dell'Oțelul Galați e della nazionale capoverdiana.

## Carriera

### Club
Nella stagione 2021-2022 passa alla Feirense, club della seconda divisione portoghese, dopo un triennio trascorso in terza divisione.
Tra il 2023 ed il 2025 gioca nella prima divisione moldava con lo Sheriff Tiraspol.

### Nazionale
L'8 giugno 2021 ha esordito con la nazionale capoverdiana giocando l'amichevole persa 2-0 contro il Senegal.

## Statistiche

### Presenze e reti nei club
Statistiche aggiornate al 7 ottobre 2021.
| Stagione        | Squadra         | Campionato      | Campionato | Campionato | Coppe nazionali | Coppe nazionali | Coppe nazionali | Coppe continentali | Coppe continentali | Coppe continentali | Altre coppe | Altre coppe | Altre coppe | Totale | Totale |
| Stagione        | Squadra         | Comp            | Pres       | Reti       | Comp            | Pres            | Reti            | Comp               | Pres               | Reti               | Comp        | Pres        | Reti        | Pres   | Reti   |
| --------------- | --------------- | --------------- | ---------- | ---------- | --------------- | --------------- | --------------- | ------------------ | ------------------ | ------------------ | ----------- | ----------- | ----------- | ------ | ------ |
| 2018-2019       | Maria da Fonte  | CdP             | 30         | 2          |                 | -               | -               |                    | -                  | -                  |             | -           | -           | 30     | 2      |
| 2019-2020       | Leça            | CdP             | 17         | 2          |                 | -               | -               |                    | -                  | -                  |             | -           | -           | 17     | 2      |
| 2020-2021       | Leça            | CdP             | 25         | 2          |                 | -               | -               |                    | -                  | -                  |             | -           | -           | 25     | 2      |
| Totale Leça     | Totale Leça     | Totale Leça     | 42         | 4          |                 | -               | -               |                    | -                  | -                  |             | -           | -           | 42     | 4      |
| 2021-2022       | Feirense        | SL              | 5          | 0          | CdL             | 1               | 0               |                    | -                  | -                  |             | -           | -           | 6      | 0      |
| Totale carriera | Totale carriera | Totale carriera | 77         | 6          |                 | 1               | 0               |                    | -                  | -                  |             | -           | -           | 78     | 6      |

### Cronologia presenze e reti in nazionale
| Cronologia completa delle presenze e delle reti in nazionale ― Capo Verde | Cronologia completa delle presenze e delle reti in nazionale ― Capo Verde | Cronologia completa delle presenze e delle reti in nazionale ― Capo Verde | Cronologia completa delle presenze e delle reti in nazionale ― Capo Verde | Cronologia completa delle presenze e delle reti in nazionale ― Capo Verde | Cronologia completa delle presenze e delle reti in nazionale ― Capo Verde | Cronologia completa delle presenze e delle reti in nazionale ― Capo Verde | Cronologia completa delle presenze e delle reti in nazionale ― Capo Verde |
| Data                                                                      | Città                                                                     | In casa                                                                   | Risultato                                                                 | Ospiti                                                                    | Competizione                                                              | Reti                                                                      | Note                                                                      |
| ------------------------------------------------------------------------- | ------------------------------------------------------------------------- | ------------------------------------------------------------------------- | ------------------------------------------------------------------------- | ------------------------------------------------------------------------- | ------------------------------------------------------------------------- | ------------------------------------------------------------------------- | ------------------------------------------------------------------------- |
| 8-6-2021                                                                  | Thiès                                                                     | Senegal                                                                   | 2 – 0                                                                     | Capo Verde                                                                | Amichevole                                                                | -                                                                         | 86’                                                                       |
| 7-10-2021                                                                 | Accra                                                                     | Liberia                                                                   | 1 – 2                                                                     | Capo Verde                                                                | Qual. Mondiali 2022                                                       | -                                                                         |                                                                           |
| 10-10-2021                                                                | Praia                                                                     | Capo Verde                                                                | 1 – 0                                                                     | Liberia                                                                   | Qual. Mondiali 2022                                                       | -                                                                         | 69’                                                                       |
| 16-11-2021                                                                | Lagos                                                                     | Nigeria                                                                   | 1 – 1                                                                     | Capo Verde                                                                | Qual. Mondiali 2022                                                       | -                                                                         | 76’                                                                       |
| 17-1-2022                                                                 | Yaoundé                                                                   | Capo Verde                                                                | 1 – 1                                                                     | Camerun                                                                   | Coppa d'Africa 2021 - 1º turno                                            | -                                                                         | 67’                                                                       |
| 25-3-2022                                                                 | Murcia                                                                    | Liechtenstein                                                             | 0 – 6                                                                     | Capo Verde                                                                | Amichevole                                                                | -                                                                         |                                                                           |
| 23-9-2022                                                                 | Riffa                                                                     | Bahrein                                                                   | 1 – 2                                                                     | Capo Verde                                                                | Amichevole                                                                | -                                                                         |                                                                           |
| 24-3-2023                                                                 | Praia                                                                     | Capo Verde                                                                | 0 – 0                                                                     | eSwatini                                                                  | Qual. Coppa d'Africa 2023                                                 | -                                                                         |                                                                           |
| 28-3-2023                                                                 | Nelspruit                                                                 | eSwatini                                                                  | 0 – 1                                                                     | Capo Verde                                                                | Qual. Coppa d'Africa 2023                                                 | -                                                                         |                                                                           |
| 12-6-2023                                                                 | Rabat                                                                     | Marocco                                                                   | 0 – 0                                                                     | Capo Verde                                                                | Amichevole                                                                | -                                                                         |                                                                           |
| 18-6-2023                                                                 | Praia                                                                     | Capo Verde                                                                | 3 – 1                                                                     | Burkina Faso                                                              | Qual. Coppa d'Africa 2023                                                 | 1                                                                         |                                                                           |
| 10-9-2023                                                                 | Lomé                                                                      | Togo                                                                      | 3 – 2                                                                     | Capo Verde                                                                | Qual. Coppa d'Africa 2023                                                 | -                                                                         |                                                                           |
| 12-10-2023                                                                | Costantina                                                                | Algeria                                                                   | 5 – 1                                                                     | Capo Verde                                                                | Amichevole                                                                | -                                                                         |                                                                           |
| 17-10-2023                                                                | Fos-sur-Mer                                                               | Capo Verde                                                                | 1 – 2                                                                     | Comore                                                                    | Amichevole                                                                | -                                                                         |                                                                           |
| 16-11-2023                                                                | Praia                                                                     | Capo Verde                                                                | 0 – 0                                                                     | Angola                                                                    | Qual. Mondiali 2026                                                       | -                                                                         |                                                                           |
| 21-11-2023                                                                | Mbombela                                                                  | eSwatini                                                                  | 0 – 2                                                                     | Capo Verde                                                                | Qual. Mondiali 2026                                                       | -                                                                         |                                                                           |
| 10-1-2024                                                                 | Radès                                                                     | Tunisia                                                                   | 2 – 0                                                                     | Capo Verde                                                                | Amichevole                                                                | -                                                                         |                                                                           |
| 14-1-2024                                                                 | Abidjan                                                                   | Ghana                                                                     | 1 – 2                                                                     | Capo Verde                                                                | Coppa d'Africa 2023 - 1º turno                                            | -                                                                         |                                                                           |
| 19-1-2024                                                                 | Abidjan                                                                   | Capo Verde                                                                | 3 – 0                                                                     | Mozambico                                                                 | Coppa d'Africa 2023 - 1º turno                                            | -                                                                         |                                                                           |
| 22-1-2024                                                                 | Abidjan                                                                   | Capo Verde                                                                | 2 – 2                                                                     | Egitto                                                                    | Coppa d'Africa 2023 - 1º turno                                            | -                                                                         | 70’                                                                       |
| 29-1-2024                                                                 | Abidjan                                                                   | Capo Verde                                                                | 1 – 0                                                                     | Mauritania                                                                | Coppa d'Africa 2023 - Ottavi di finale                                    | -                                                                         |                                                                           |
| 3-2-2024                                                                  | Yamoussoukro                                                              | Capo Verde                                                                | 0 – 0 dts (1 – 2 dtr)                                                     | Sudafrica                                                                 | Coppa d'Africa 2023 - Quarti di finale                                    | -                                                                         |                                                                           |
| 21-3-2024                                                                 | Gedda                                                                     | Capo Verde                                                                | 1 – 0                                                                     | Guyana                                                                    | Amichevole                                                                | -                                                                         |                                                                           |
| 25-3-2024                                                                 | Gedda                                                                     | Capo Verde                                                                | 1 – 0                                                                     | Guinea Equatoriale                                                        | Amichevole                                                                | -                                                                         |                                                                           |
| 8-6-2024                                                                  | Yaoundé                                                                   | Camerun                                                                   | 4 – 1                                                                     | Capo Verde                                                                | Qual. Mondiali 2026                                                       | -                                                                         |                                                                           |
| 11-6-2024                                                                 | Praia                                                                     | Capo Verde                                                                | 1 – 0                                                                     | Libia                                                                     | Qual. Mondiali 2026                                                       | -                                                                         |                                                                           |
| 6-9-2024                                                                  | Il Cairo                                                                  | Egitto                                                                    | 3 – 0                                                                     | Capo Verde                                                                | Qual. Coppa d'Africa 2025                                                 | -                                                                         |                                                                           |
| 10-9-2024                                                                 | Praia                                                                     | Capo Verde                                                                | 2 – 0                                                                     | Mauritania                                                                | Qual. Coppa d'Africa 2025                                                 | -                                                                         |                                                                           |
| 10-10-2024                                                                | Praia                                                                     | Capo Verde                                                                | 0 – 1                                                                     | Botswana                                                                  | Qual. Coppa d'Africa 2025                                                 | -                                                                         | 60’                                                                       |
| 15-11-2024                                                                | Praia                                                                     | Capo Verde                                                                | 1 – 1                                                                     | Egitto                                                                    | Qual. Coppa d'Africa 2025                                                 | -                                                                         |                                                                           |
| 19-11-2024                                                                | Nouakchott                                                                | Mauritania                                                                | 1 – 0                                                                     | Capo Verde                                                                | Qual. Coppa d'Africa 2025                                                 | -                                                                         |                                                                           |
| 8-6-2025                                                                  | Kutaisi                                                                   | Georgia                                                                   | 1 – 1                                                                     | Capo Verde                                                                | Amichevole                                                                | -                                                                         | 59’                                                                       |
| Totale                                                                    |                                                                           | Presenze                                                                  | 32                                                                        |                                                                           | Reti                                                                      | 1                                                                         |                                                                           |

## Palmarès

### Club

#### Competizioni nazionali
- Campionato capoverdiano: 1

Sporting Praia: 2017
- Coppa di Moldavia: 1

Sheriff Tiraspol: 2024-2025